# 브리스번 쇼그라운즈
브리스번 쇼그라운즈(Brisbane Showgrounds)는 호주 퀸즐랜드주 브리즈번의 경기장이다. 2만 5490명을 수용하며 오스트레일리안 베이스볼 리그의 브리스번 밴디츠의 홈구장이다.